# Чагарниця двоколірна
Чагарни́ця двоколірна (Garrulax bicolor) — вид горобцеподібних птахів родини Leiothrichidae. Ендемік Індонезії. Раніше вважався підвидом чубатої чагарниці.

## Опис
Довжина птаха становить 30 см. Голова, шия, горло і груди білі, решта тіла чорна. На обличчі і на лобі чорна "маска". На голові білий чуб.

## Поширення і екологія
Двоколірні чагарниці є ендеміками Суматри. Вони живуть у вологих гірських і рівнинних тропічних лісах. Зустрічаються на висоті від 750 до 2000 м над рівнем моря.

## Збереження
МСОП класифікує цей вид як такий, що перебуває під загрозою зникнення. Ще в 1988 році цей вид був досить поширений, однак станом на 2021 рік популяцію двоколірних чагарниць оцінюють від 2500 до 10000 птахів. Їм загрожує масовий вилов з метою продажу на пташиних ринках.